# طامي بن شعيب المتحمي
طامي بن شعيب المتحمي العسيري أمير عسير وألمع ونواحي تهامة، فارس وحاكم سعودي من قبيلة عسير وأحد أشهر أمراء القرن الثالث عشر الهجري، إبان عهد الدولة السعودية الأولى، استلم إمارة الإقليم بعد وفاة ابن عمه عبد الوهاب بن عامر «أبو نقطة» المتحمي وكان من أشهر قادة أمراء الدولة السعودية الأولى وشارك في معاركها في فترة الحرب العثمانية السعودية وقاتل مع الجيوش السعودية في الحجاز وعسير

## النشأة
ولد طامي بن شعيب المتحمي الرفيدي العسيري في قريه طبب شمال غرب أبها، وهو من من قبيلة ربيعة ورفيدة إحدى قبائل قبيلة عسير وهو من رفيدة وينحدر من آل طبب ومن آل المتحمي شيوخ شمل ربيعة ورفيدة

## صفاته
كان طامي ذا بنية صحيحة وقوية، قصيرا في بنائه ذا لحيه طويلة بيضاء مهيبة عيناه تقذفان شررا، يمتاز بروح سمحه، وقد ولد شخصه الاحترام لدآ جيش الأتراك حتى الباشا غالبا ما تحدث معه كما روى المؤرخ المصري عبد الرحمن الجبرتي المعاصر لتلك الحقبة في كتابه عجائب الآثار في التراجم والأخبار.

## القيادة
عندما قتل عبد الوهاب بن عامر أبو نقطة في إحدى معاركه مع الشريف حمود الحسني أمير المخلاف وذلك في يوم الإثنين السابع والعشرين من شهر جمادى الأولى من سنة 1224هـ الموافق لسنة 1807م، تسلم الإمارة من بعده ابن عمه طامي بن شعيب المتحمي.

### إمارة الجيوش
بعد مقتل عبد الوهاب أبو نقطة اجتمعت قيادة قواته في هيئة استشارية جمعت العسيريين وقيادات الجيش مثل غصاب العتيبي ومحمد بن مقرن وحشر العاصمي وذلك لحين صدور قرار من الدرعية لاختيار أمير جديد كما ذكر النعمي في «تاريخ عسير»، وبعد أيام ورد الرد من الإمام سعود الكبير بن عبد العزيز بن محمد آل سعود الذي بعث إلى العسيريين رسائل يعزّيهم فيها بوفاة عبد الوهاب ويشكرهم على جهودهم وحسن تدبيرهم، مختتماً خطابه بقرار تعيين طامي بن شعيب المتحمي خلفاً لابن عمه عبد الوهاب أبو نقطة كما ذكر البهكلي في «نفح العود»، وقد استمرت إمارة طامي ست سنوات إلى حين أُسر من قبل القوات التركية أواخر شهر جمادى الأولى من سنة 1230 هـ الموافق لشهر مايو/أيار سنة 1815م، بعد حروب ومعارك ضارية قدم فيها طامي والعسيريين أصدق الملاحم التي كبّدوا فيها الجيش العثماني خسائر متعددة ومتعاقبة، لاسيما في تلك المعارك التي سبقت معركة بسل الشهيرة.

## أعماله العسكرية
بعد أن أتت الأوامر من الدرعية، بتعيين طامي بن شعيب أميرًا على عسير، ومنذ توليه في سنة 1224هـ/1807م، أبدى نشاطًا كبيرًا لتوطيد الحكم السعودي في عسير، والمخلاف السليماني. وقاد بأمر من الإمام سعود بن عبد العزيز (1218-1229هـ/1803-1814م)، حملة مشتركة مع عثمان المضيافي العدواني في سنة 1225هـ/ 1810م؛ لتأديب الشريف حمود أبو مسمار؛ الذي انشق عن الدولة، وقاد طامي عمليات عسكرية ناجحة، مكنته من الاستيلاء على اللحية، ثم الحديدة في اليمن؛ وهي أقصى نقطة وصل إليها النفوذ السعودي جنوبًا. وانتهت تلك الحملة بعقد صلح بين الطرفين في سنة 1226هـ/1811م، نص على أن تكون المناطق الواقعة من صبيا وشمالًا، تابعة للإمام سعود، ينوب عنه فيها أمير عسير طامي بن شعيب، بينما تكون المناطق الواقعة من ضمد وجنوبًا بما فيها ميناء جازان حتى حدود زبيد، تابعة للشريف حمود.
ومع بداية الحملات العثمانية على الجزيرة العربية التي قادها الوالي العثماني على مصر محمد علي باشا ضد الدولة السعودية الأولى سنة 1226هـ/ 1811م؛ كان لطامي بن شعيب مواقف بطولية، وكان لصيته دورٌ في أن يحْذر محمد علي منه، ويحسب له حسابًا، وتفصيل ذلك أنه في الدور الثاني من أدوار الحرب التي تولى فيها محمد علي القيادة بنفسه، تركزت خطته على تسيير جيوشه إلى ثلاث جبهات، كانت جبهة الجنوب إحداها، وبدأها بالتوجه إلى ميناء القنفذة سنة 1229هـ/1814م؛ بهدف الاستيلاء عليه، فحاصرت القوات العثمانية الحامية العسيرية التي كانت ترابط في الميناء، وأخرجتها، وفي تلك الأثناء كان طامي متوجهًا بجيشه إلى الحجاز، فلما بلغته أنباء استيلاء قوات محمد علي على القنفذة، اتجه إليهم، واستولى على آبار المياه التي كان الميناء يعتمد عليها، فاضطرت قوات محمد علي إلى الانسحاب، بعد أن تكبدوا خسائر كبيرة، وغنم جيش طامي مدافعهم، وخيلهم، وخيامهم.
في العام نفسه، سجل طامي بن شعيب شجاعةً وثباتًا في مواجهة القوات التركية فحين أرسل محمد علي قواته لمحاصرة القوات السعودية، المتحصنة في بلاد زهران، أمر الإمام عبد الله بن سعود بن عبد العزيز بن محمد آل سعود (1229-1233هـ/1814-1818م)، طامي، بالسير بجيشه لفك الحصار الذي فرضه الجيش العثماني على بخروش بن علاس، وانضم إلى طامي مقاتلون من قبائل المنطقة، وحدث بين الفريقين قتال شديد، انتهى كما ذكر المؤرخ عثمان بن بشر بهزيمة الأتراك هزيمةً شنيعة. وعمل طامي بعدها على الضغط على القوات العثمانية المتمركزة قرب زهران؛ من خلال غارات متكررة، وكان لهذه الغارات أثرها في قطع الطريق على القوات العثمانية المتمركزة في منطقة كُلاخ شرق الطائف، كما استدعت أعمال طامي من محمد علي استبقاء ألف وخمسمائة جندي من المشاة في جدة، ومكة، خوفًا من أن ينجح طامي في الاستيلاء عليهما.
ومنذ نهاية سنة 1229هـ/1814م، بدأ السعوديون بحشد قواتهم في تربة شرقي الطائف، وتقدم محمد علي نفسه إلى جهة الطائف، وخاض الطرفان في بداية سنة 1230هـ /1815م معركة بسل، التي تُعد من أكبر المعارك الحربية التي خاضتها الدولة السعودية الأولى ضد الدولة العثمانية، وكانت بقيادة فيصل بن سعود أخو الإمام عبد الله بن سعود، وبمساندة قوية من طامي بن شعيب، ورجال عسير، وغيرهم من قيادات الجنوب، وشهدت المعركة قتالًا ضاريًا، انتهى بانتصار محمد علي، وتكبد السعوديون خسائر جسيمة. وفي أعقاب المعركة، تفرقت الجموع التي قدمت من جهات عدة، وتوجه فيصل بن سعود، ويرافقه طامي بن شعيب وعثمان المضايفي وغيرهم من القادة إلى تربة؛ لظنهم أن القوات ستجتمع فيها بعد الهزيمة، فوجدوها قد تفرقت، ثم خرجوا منها عند علمهم بتقدم محمد علي إليها، فخرج فيصل بن سعود إلى الدرعية، وتوجه طامي، وبقية القواد إلى مناطقهم، وكان محمد علي قد ركز بعد احتلاله لتربة على التقدم جنوبًا، فاستولى على رنية، ثم بيشة؛ وتقدم إلى بلاد عسير لتتبع طامي، الذي احتمى في البداية ببلدته “طبب” في عسير، ثم غادرها، وتحصن بحصن له في “مسلية”، في وادي بيش، وفي تلك الأثناء، وصلت إلى المنطقة جيوش محمد علي، وأرسلت في طلب طامي والبحث عنه، فقُبض عليه في نهاية المطاف، فأخذه محمد علي معه مكبلًا بالحديد إلى مصر، حيث أركب جملًا وطيف به، ثم أُرسل إلى الأستانة، وشهر به، ثم أُعدم هناك سنة (1230هـ/1815م).

### معركة القنفذة
كان طامي وعثمان المضايفي الذي تم القبض عليه بعد أن أرهق جيوش الباشا في جنوب الحجاز وكذلك كان القائد بخروش بن علاس أحد أمراء بلاد زهران وما حولها يكبدون جيوش محمد علي الخسائر من جهة السراة وتهامة غرباً في حين هزم البقوم بمعية غالية البقمية جيش الباشا بقيادة مصطفى بك، غير أن محمد علي وصل بنفسه بمعية أربعة الآف جندي كما يقول «بوركهارت» وفي هذا الوقت كان طامي يتقدم لمهاجمة جيوش الباشا ونقاطه العسكرية جنوب إقليم الحجاز حتى أنه هاجم بحرة عام 1228ه وهنا أدرك الباشا أن طريقه إلى الدرعية لن يكون مأموناً ما لم يدخل عسير لذلك استطاعت جيوشه السيطرة على ميناء القنفذة، إلا أن هذا الأمر استفز طامي فقدم لاستعادة القنفذة في جيش يقدر بقرابة عشرة آلاف مقاتل وفي معركة ضارية استطاع العسيريون بقيادة طامي أن يستردوا هذه البلدة التي تمثل البوابة الشمالية الشرقية لسواحل منطقة عسير، وقد وافقت هذه الأحداث وصول أخبار تفيد بوفاة الإمام سعود بن عبدالعزيز بالدرعية حيث توفي على فراشه بعد معاناة مع المرض، إذ أن وفاته أثرت على جبهات القتال في ساحات المعارك المختلفة حيث عرف بجلده وضراوة قتاله.

## وفاته
أرسل طامي إلى القاهرة 31 مارس 1230هـ مكبلاً ومحملاً بالحديد والسلاسل الضخمة، وهو راكب على جمل بقصد التشهير به، وأخذوا يتجولون به في موكب في شوارع القاهرة، ورأس الأمير بخروش بن علاس أمير زهران في كيس متدل من أكتافه.
وكان طامي في هذا الموكب المهيب يتلو القرآن الكريم الذي كان يحفظه، وبعد بقائه في القاهرة لفترة أرسل إلى الأستانة، ورأس رفيق دربه بخروش بن علاس محمولا معه، وهناك سير في موكب في الشوارع الرئيسية لعاصمة السلطان السلطان محمود الثاني ثم أعدم وقطع رأسه.